# ヴィボ・ヴァレンツィア県

ヴィボ・ヴァレンツィア県
Provincia di Vibo Valentia

ヴィボ・ヴァレンツィア県（ヴィボ・ヴァレンツィアけん、イタリア語: Provincia di Vibo Valentia）は、イタリア共和国カラブリア州に属する県の一つ。県都はヴィボ・ヴァレンツィア。

## 地理

### 位置・広がり
カラブリア半島の西海岸（ティレニア海側）中南部に位置する。ヴィボ・ヴァレンツィアは、州都カタンザーロから西南西へ約50km、レッジョ・ディ・カラブリアから北北東へ約74km、コゼンツァから南南西へ約78km、ターラントから南南西へ約223km、ナポリから南東へ約289kmの距離にある。

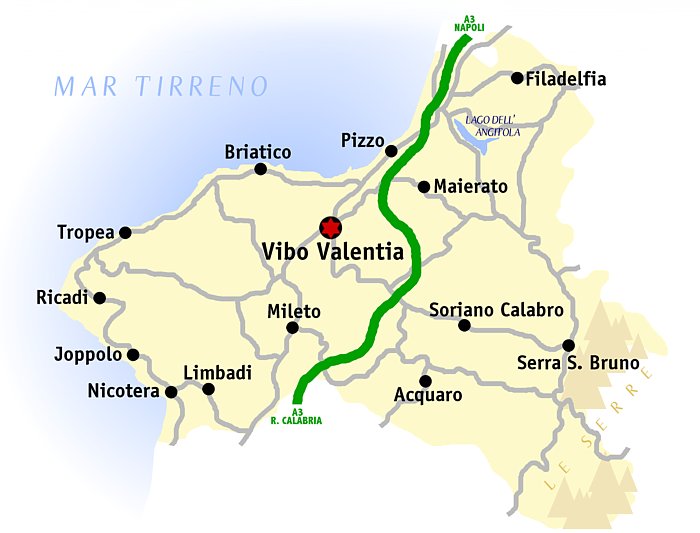
ヴィボ・ヴァレンツィア県概略図

隣接する県は以下の通り。
- 北東 - カタンザーロ県
- 南 - レッジョ・カラブリア県

### 地勢
西はティレニア海、北はティレニア海のサンテウフェーミア湾 (Golfo di Sant'Eufemia) に面する。

### 主要な都市
2001年の国勢調査に基づく居住地区（Località abitata）別人口統計によれば、人口5000人以上の都市・集落は以下の通り。（　）内は所属コムーネ（自治体）名を示すが、都市名と同一の場合は省いた。
- ヴィボ・ヴァレンツィア - 19,202人
- ピッツォ - 8,164人
- ヴィボ・マリーナ（ヴィボ・ヴァレンツィア） - 8,121人
- セッラ・サン・ブルーノ - 6,737人
- トロペーア - 6,557人
- ニコーテラ - 5,166人

- ヴィボ・ヴァレンツィア
- ピッツォ
- ヴィボ・マリーナ

## 人物

### 著名な出身者
- アルバート・アナスタシア - 20世紀の米国のマフィアのボス。トロペーア生まれ。
- ラフ・ヴァローネ - 20世紀の俳優。トロペーア生まれ。
- ジョヴァンニ・パリシ（英語版） - 20-21世紀のボクサー。ヴィボ・ヴァレンツィア生まれ。